# HD195692
HD195692 — хімічно пекулярна зоря спектрального класу A3, що має видиму зоряну величину в смузі V приблизно  6,5.
Вона  розташована на відстані близько 264,5 світлових років від Сонця.

## Фізичні характеристики
Зоря HD195692 обертається 
досить швидко 
навколо своєї осі. Проєкція її екваторіальної швидкості на промінь зору становить  Vsin(i)= 75км/сек.